# اسمدرفسکا پلانکا
اسمدرفسکا پلانکا (به صربی: Смедеревска Паланка) شهری در استان زنتراصربین کشور صربستان است که جمعیت آن در سال ۲۰۰۶ میلادی ۲۵٫۵۰۹ نفر بوده‌است.

## نگارخانه

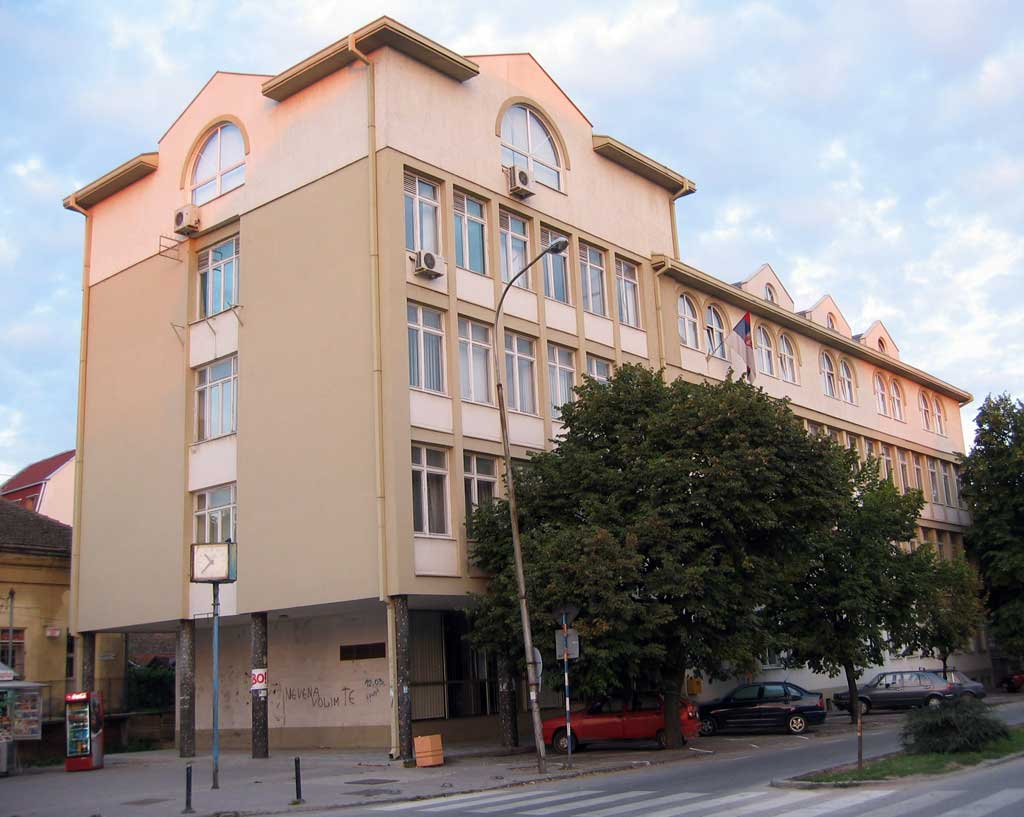
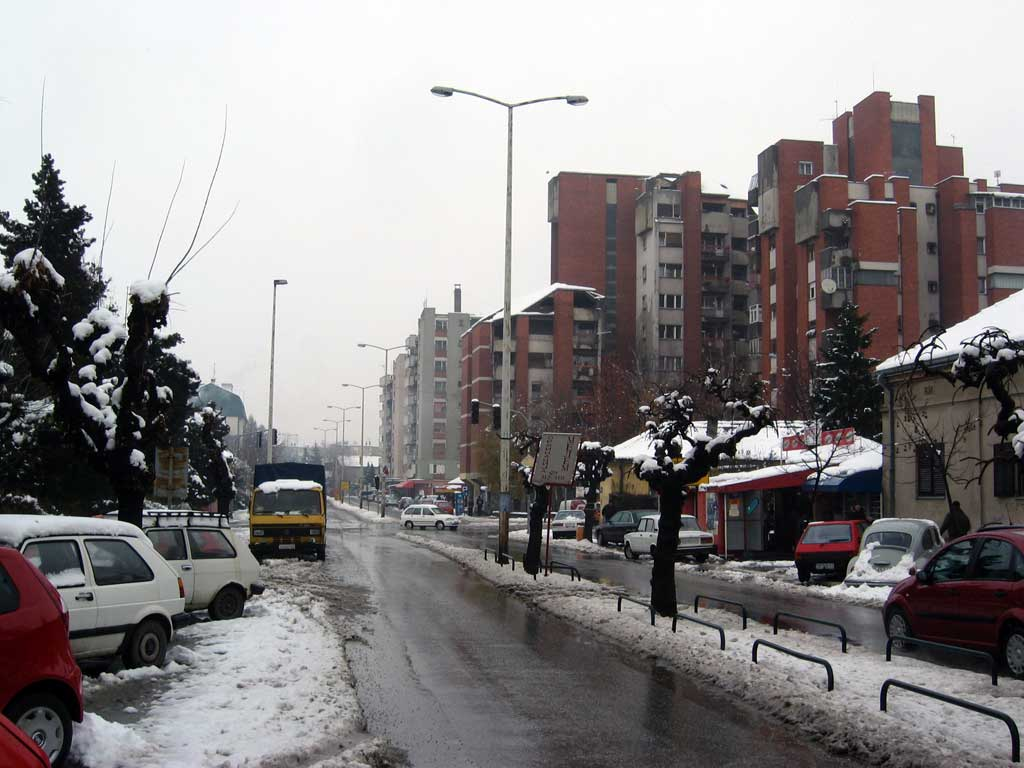
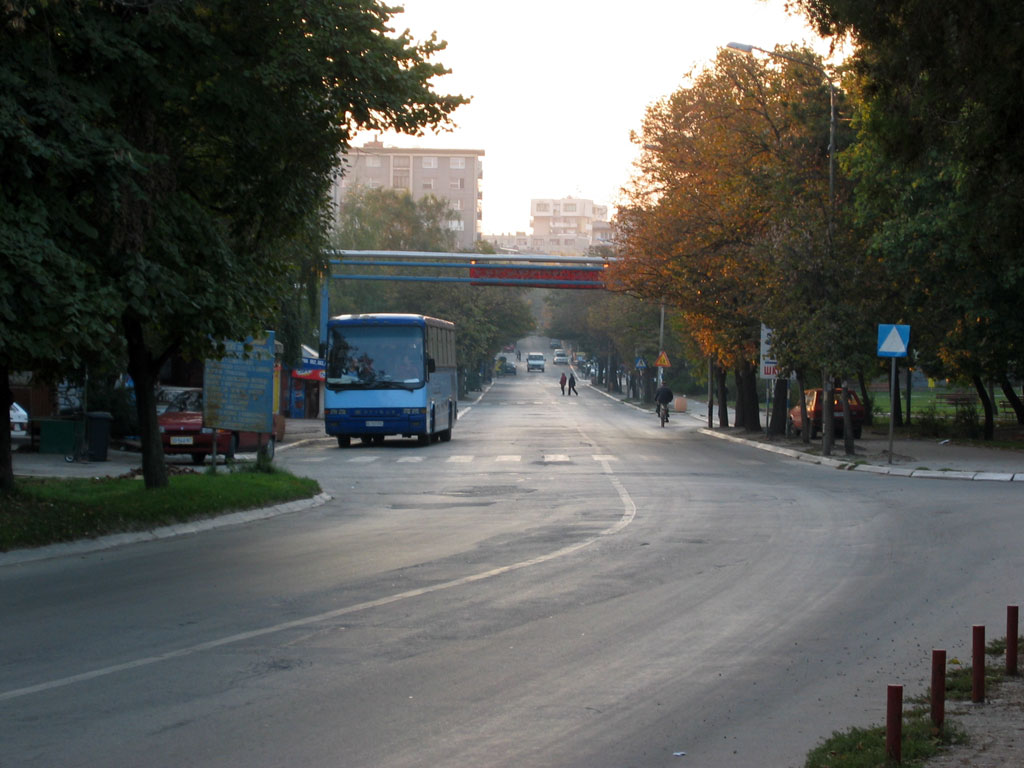
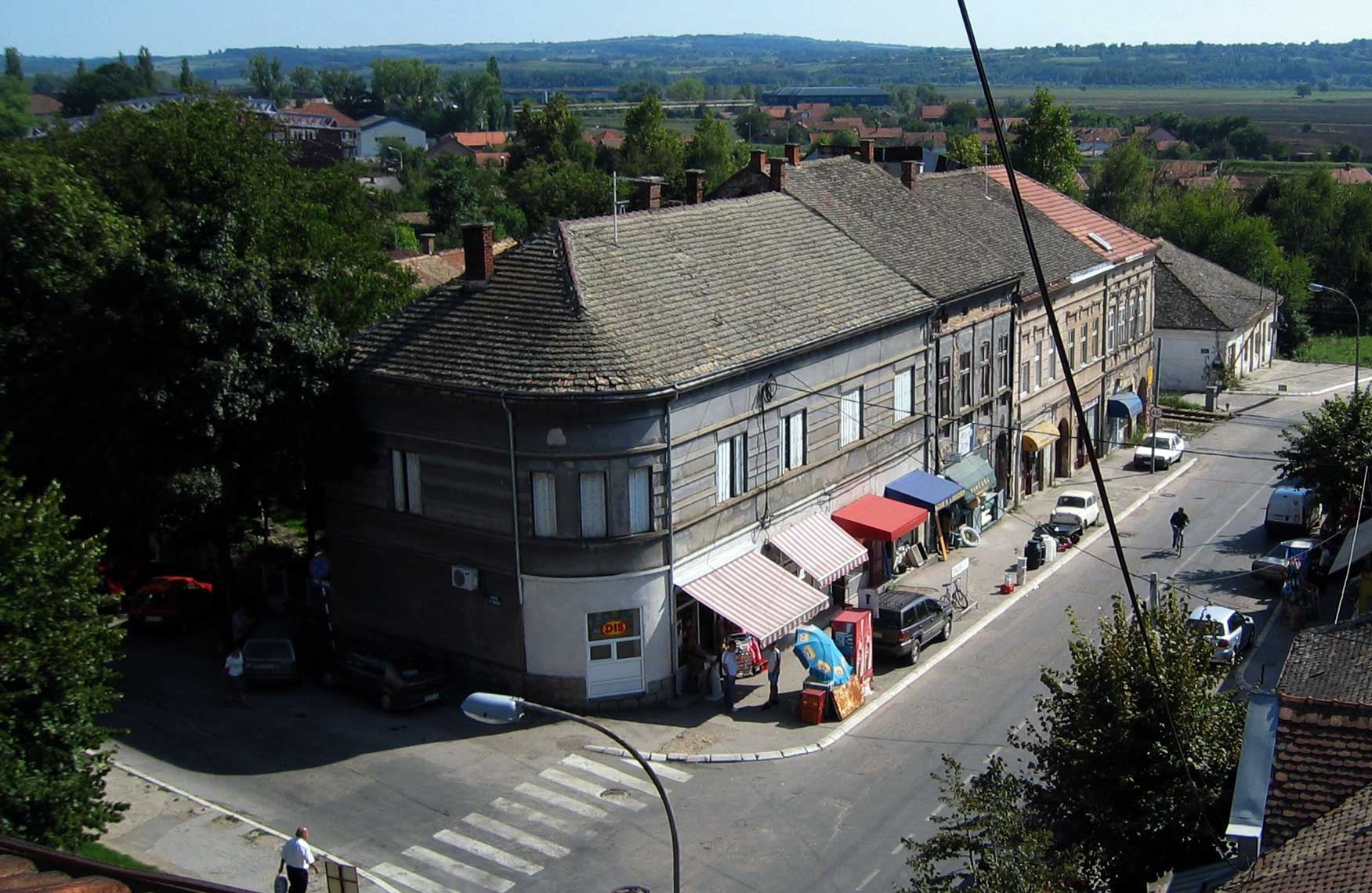
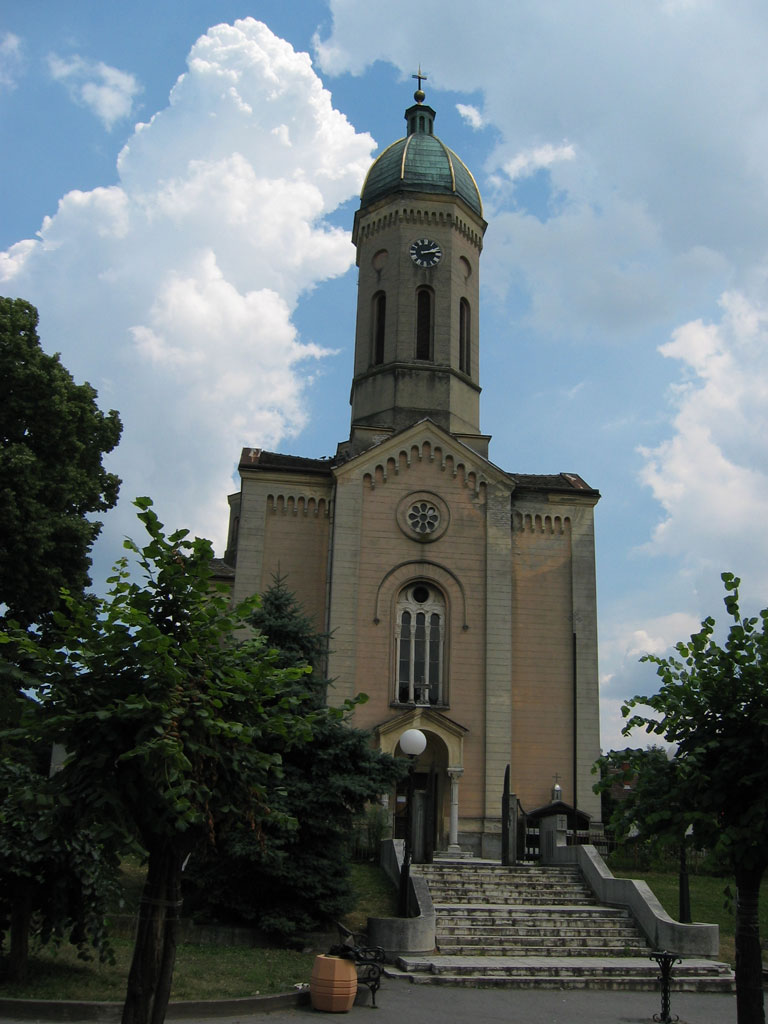
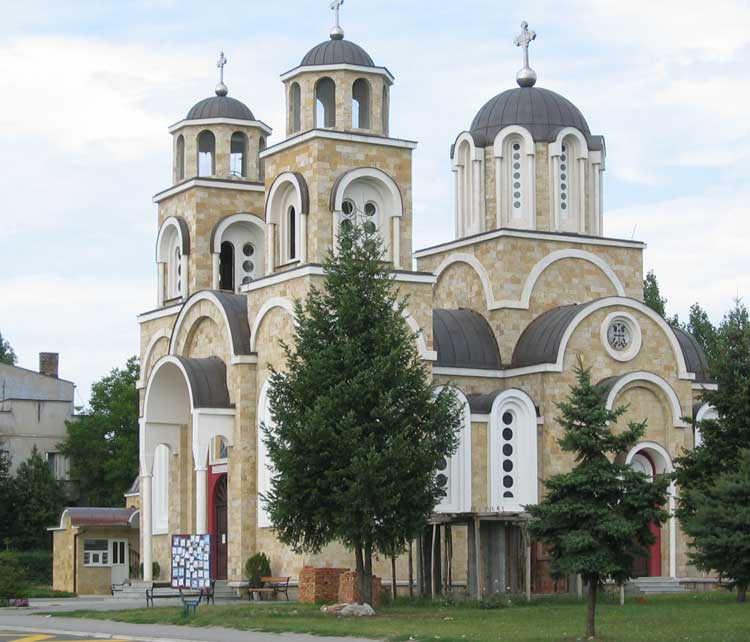
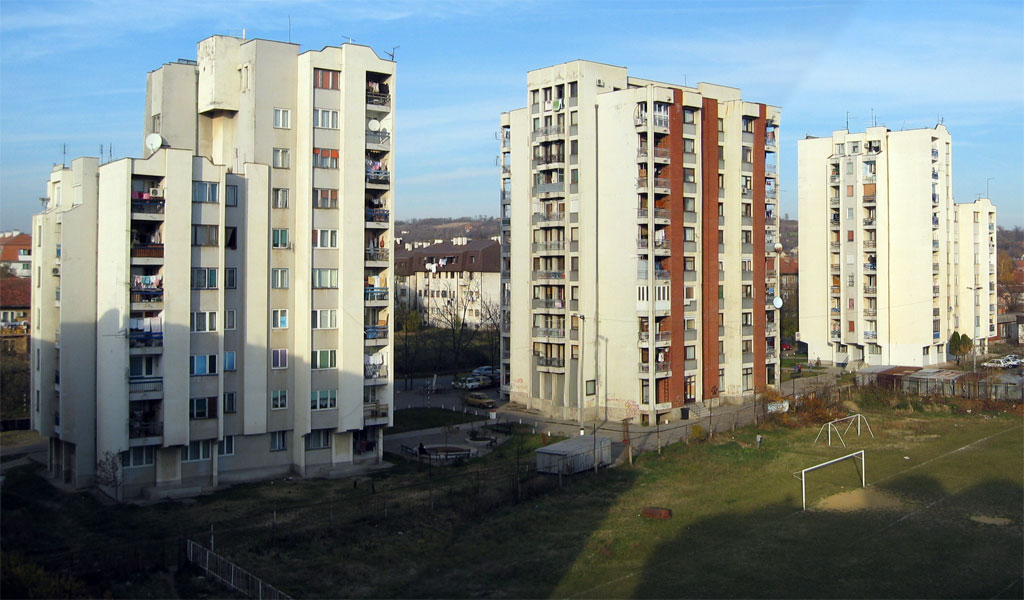
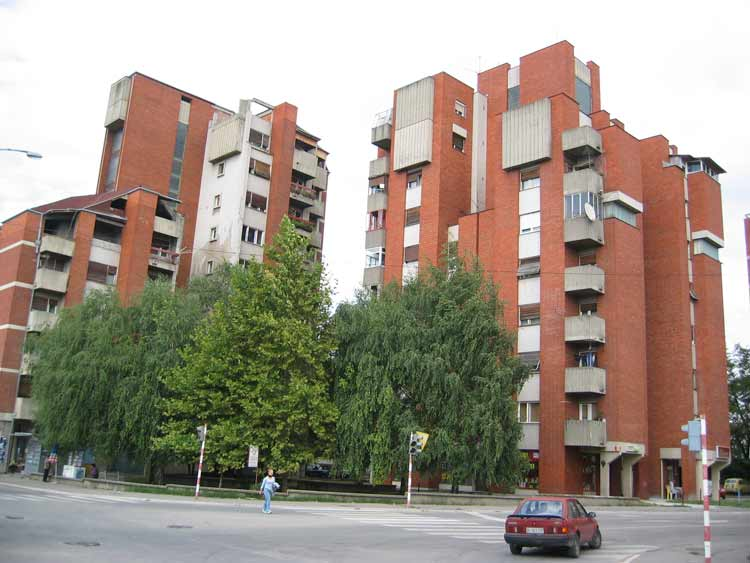
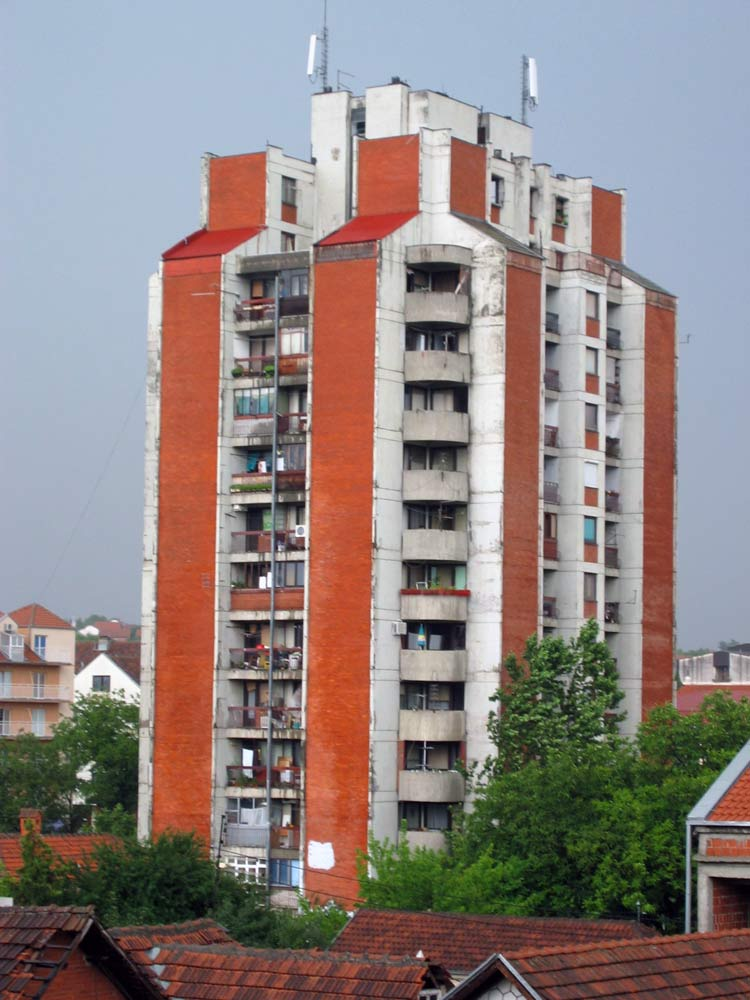
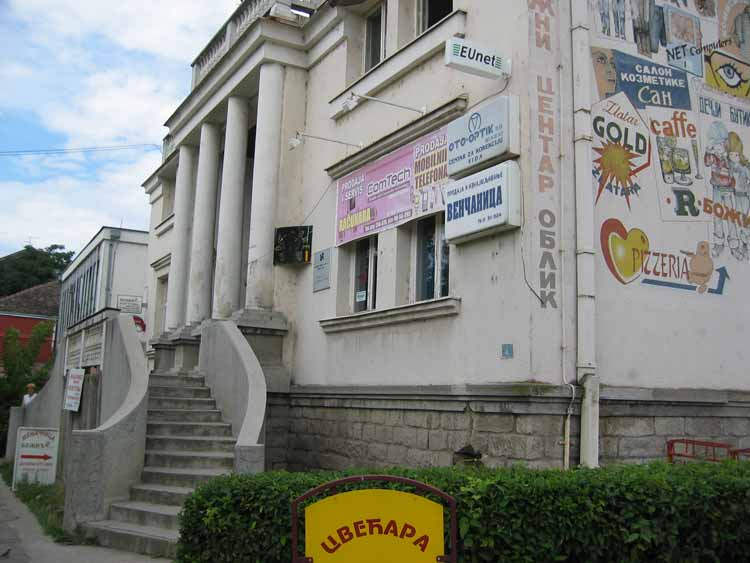
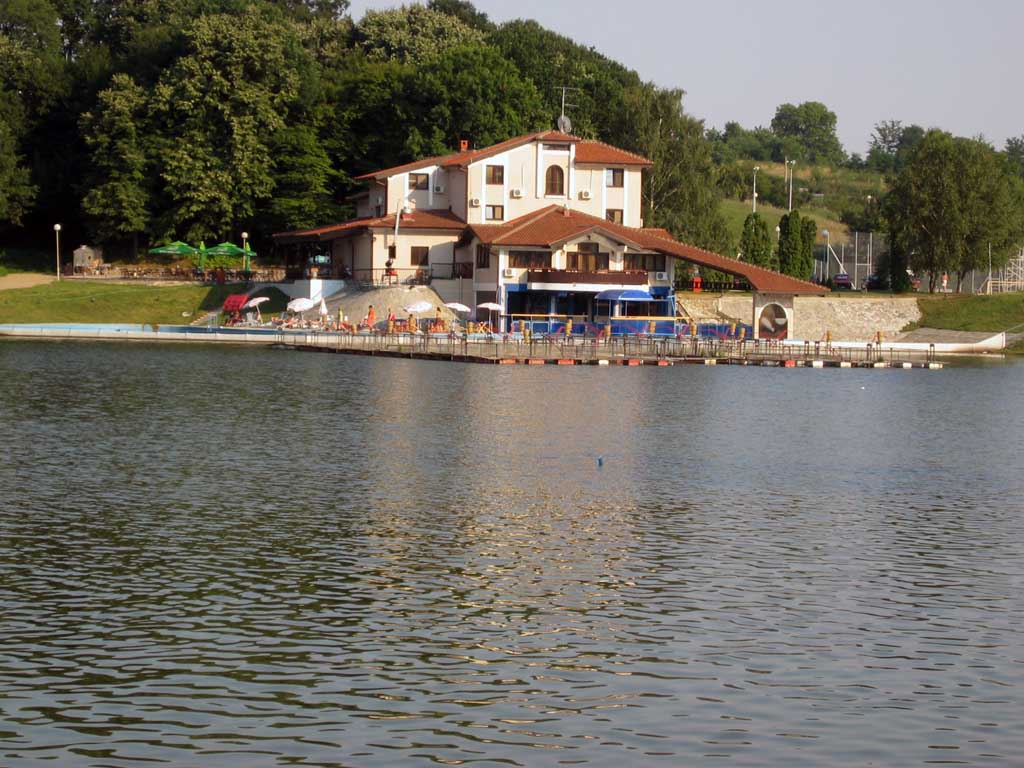
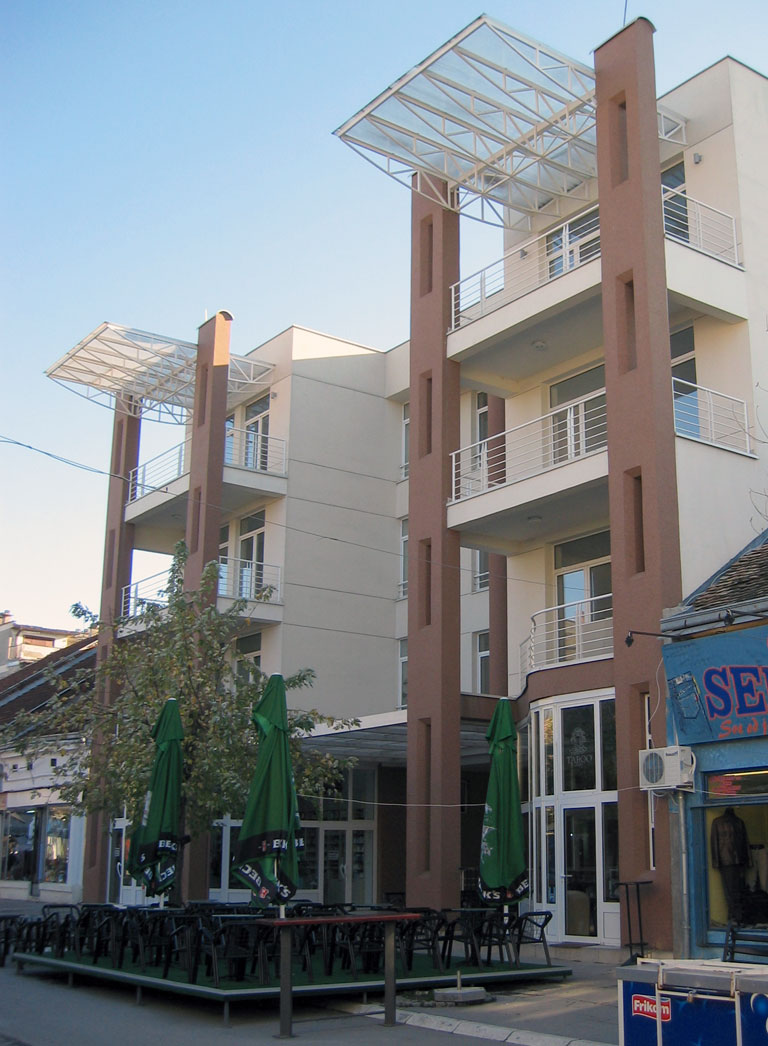